# Hellersdorf

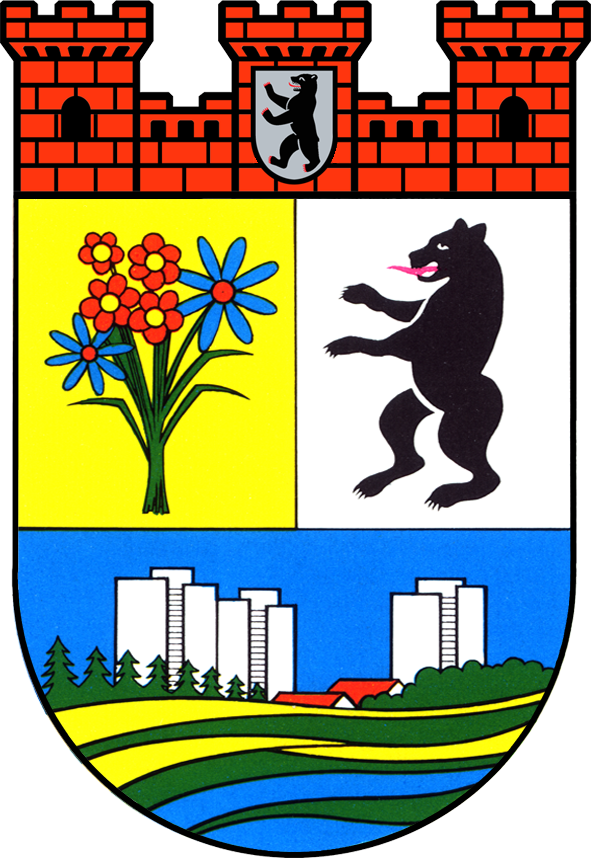
vapen för Berlins före detta distrikt Hellersdorf

Hellersdorf är en stadsdel i Berlin som ingår i stadsdelsområdet Marzahn-Hellersdorf. Fram till 2001 var Hellersdorf ett självständigt distrikt.
I början var Hellersdorf en by som omnämndes för första gången 1375. 1836 fick greve von Arnim huvudgården i byn och bestämde på så sätt byns politik. 1886 köpte staden Berlin gården och använde stora ytor i området för att lagra Berlins avloppsvatten. 1920 blev Hellersdorf en del av Stor-Berlin.
Under 1980-talet började man att bygga flera bostadshus.
Hellersdorf är även namnet på en tunnelbanestation på linje U5.